# Krizantemin prestol
Krizantemin prestol (皇位, kōi, »cesarski stol«) je prestol japonskega cesarja. Izraz se lahko nanaša tudi na zelo specifične stole, kot je Takamikura (高御座) prestol v Šišin-den v Kjotski cesarski palači. 
Različni drugi prestoli ali stoli, ki jih uporablja cesar med uradnimi funkcijami, kot so tisti, ki se uporabljajo v Tokijski cesarski palači, ali prestol, ki se uporablja v slovesnosti govora s prestola v državnem parlamentu, pa niso poimenovani kot krizantemin prestol.
V metonimičnem pomenu se krizantemin prestol retorično nanaša tudi na vodjo države in samo institucijo japonske monarhije.

## Zgodovina
Japonska je najstarejša dedna monarhija na svetu. V skoraj enakem smislu kot britanska krona je krizantemin prestol abstrakten metonimični koncept, ki predstavlja monarha in pravno avtoriteto za obstoj vlade. Za razliko od svojega britanskega nasprotnika so se koncepti japonske monarhije pred letom 1947 razvijali drugače, ko na primer ni bilo zaznane ločitve lastnine nacionalne države od osebe in osebnega premoženja cesarja.
Po legendi naj bi japonsko monarhijo leta 660 pred našim štetjem ustanovil cesar Džinmu; Naruhito je 126. monarh, ki je zasedel krizantemin prestol. Ohranjeni zgodovinski zapisi segajo le do cesarja Ōdžina, ki velja za 15. cesarja in za katerega velja, da je vladal v zgodnjem 4. stoletju.
V 1920-ih je takratni prestolonaslednik Hirohito služil kot regent v nekaj letih očetove vladavine, ko cesar Taišo fizično ni mogel izpolnjevati svojih dolžnosti. Vendar princ regent ni imel simboličnih pooblastil prestola, ki jih je lahko dosegel šele po očetovi smrti.
Sedanja japonska ustava meni, da je cesar »simbol države in enotnosti ljudstva«. Sodobni cesar je ustavni monarh. Metonimični pomeni krizanteminega prestola zajemajo sodobno monarhijo in kronološki seznam legendarnih in zgodovinskih monarhov Japonske.

## Takamikura
Dejanski prestol Takamikura (高御座) je v Kjotski cesarski palači. Je najstarejši ohranjeni prestol, ki ga je uporabljala monarhija. Sedanji model je bil izdelan za obred ustoličenja cesarja Taiša leta 1912. Stoji na osmerokotnem podiju, 5 metrov nad tlemi. Od ostalega prostora je ločen z zaveso. Drsna vrata, ki skrivajo cesarja pred očmi, se imenujejo kendžō no šōdži (賢聖障子) in na njih je naslikana podoba 32 nebesnih svetnikov, ki je postala eden glavnih modelov za celotno slikarstvo obdobja Heian. Prestol se uporablja predvsem za obred ustoličenja, skupaj z dvojnim prestolom mičodai (御帳台, »avgustovski sedež cesarice«).
Za ustoličenje cesarjev Akihita in Naruhita sta bila prestola Takamikura in Mičodai razstavljena, prenovljena in ponovno sestavljena v državni dvorani Seiden v cesarski palači v Tokiu, kjer zdaj potekajo slovesnosti.

## Drugi cesarski prestoli
Cesarski prestol japonskega cesarja je bil v zgornjem domu cesarskega parlamenta od 1868 do 1912. Cesar še vedno uporablja prestol med slovesnostmi državnega parlamenta in za nepolitične izjave. Na primer, uporablja prestol med slovesnostjo Govor s prestola v Domu svetnikov. S slovesnostjo se odprejo redna zasedanja državnega zbora (vsak januar in po volitvah) in izredna zasedanja (običajno jeseni).[15][16][17] Prestol je iz pravega zlata z brezhibnimi detajli, kot so grb krizanteme s 16 cvetnimi listi, dve levji glavi, dva feniksa in sončni disk.

## Retorična uporaba
Ta prilagodljiv izraz je tudi retorični trop (figura govora). Krizantemin prestol se lahko razlaga kot metonimija, ki je retorično sredstvo za aluzijo, ki se opira na bližino ali korespondenco, kot na primer sklicevanje na dejanja cesarja kot na »dejanja krizanteminega prestola«. npr. ,
- ki se nanaša na del z imenom celote, kot je »krizantemin prestol« za mistični proces prenosa cesarske oblasti - kot v:

18. december 876 (Jōgan 18, 29. dan 11. meseca): V 18. letu vladavine cesarja Seiva (清和天皇18年) je prepustil krizantemin prestol svojemu sinu, kar je pomenilo, da je mladi otrok prejel nasledstvo. Kmalu zatem naj bi cesar Jōzei uradno stopil na prestol.
- nanašajoč se na celoto z imenom dela, kot je »krizantemin prestol« za serijske simbole in obrede ustoličevanja - kot v:

20. januar 877 (Gangjō 1, 3. dan 1. meseca) je bil Jōzei uradno postavljen na krizantemin prestol in razglašen je bil začetek novega nengōja. 
- sklicevanje na splošno s posebnim, kot je »krizantemin prestol« za cesarstvo ali senso - kot v:

Preden se je cesar Jōzei povzpel na krizantemin prestol, je bilo njegovo osebno ime (njegova imina)  Sadakira Šinnō (貞明親王).
- nanašajoč se na specifično s splošnim, kot je »krizantemin prestol« za kratko vladavino cesarja Jōzeija ali enako dobro za obseg cesarskega sistema.[19]

Med državniškim obiskom japonskega cesarja in cesarice v Združenem kraljestvu leta 2007 je Times poročal, da je bila »sinočnja večerja čim bolj neformalna, ko družina Windsor gosti Krizantemin prestol«.